# Nebulizzatore pneumatico

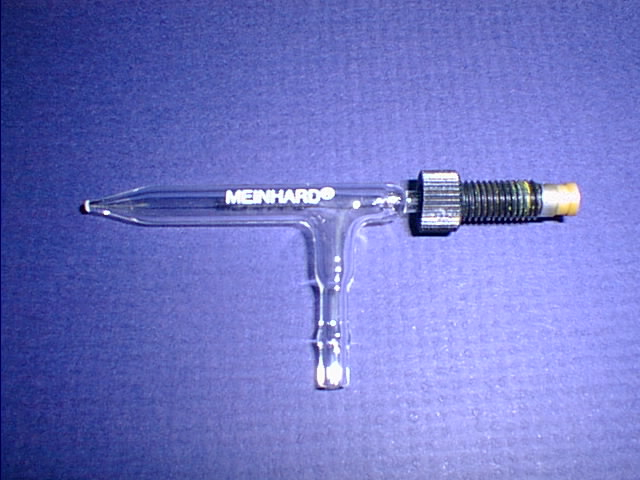
Nebulizzatore pneumatico tipo Meinhard

Il nebulizzatore pneumatico è un'apparecchiatura usata nei sistemi di introduzione del campione nella spettroscopia atomica e nella spettrometria di massa. Il suo compito è quello di formare un aerosol (goccioline molto fini) della soluzione liquida di campione aspirata da una pompa peristaltica.
Negli strumenti a ICP, tra il nebulizzatore e la torcia è posta una camera di nebulizzazione che ha il compito di eliminare le gocce più grossolane e far passare solamente quelle più piccole (minori di 10 µm) per ottenere una migliore riproducibilità; di conseguenza solamente il 10% circa di campione entra nella torcia ICP.
Esistono diversi tipi di nebulizzatori pneumatici:
- nebulizzatori a tubi concentrici[3][4] (o semplicemente concentrici[2], o a flussi concentrici[5], o a flusso coassiale[6], o Meinhard[6])
- nebulizzatori a flusso incrociato[4][5] (o a flusso trasversale[3], o a flusso tangenziale[1], o "cross-flow"[7], o a effetto Venturi[6])
- nebulizzatori microconcentrici[8] (o a microflusso[9])
- DIN (Direct Injection Nebulizer)[10]
- nebulizzatori a disco forato[3] (o a "fritted disc"[5])
- nebulizzatori di Babington[11] (anche nelle sue versioni "V-groove"[8] e "cone-spray"[12]).
- nebulizzatori "Parallel Path"[10].

## Tipi di nebulizzatori

### Nebulizzatori a tubi concentrici

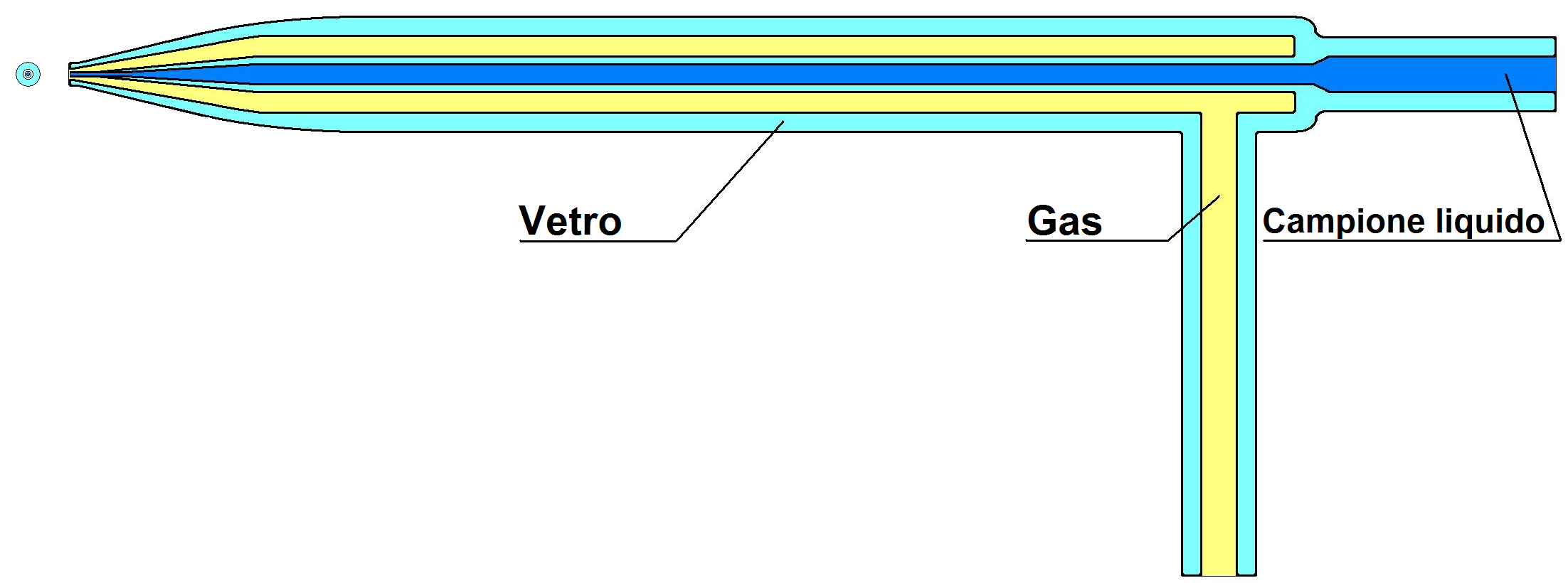
Schema di un nebulizzatore a tubi concentrici

Nei nebulizzatori a tubi concentrici (costruiti per la prima volta nel 1979 da Meinhard basandosi su un lavoro di Gouy) si ha trasporto della soluzione del campione per aspirazione: il gas ad alta pressione fluisce intorno al tubo capillare del campione, il quale viene così aspirato per effetto Bernoulli. All'uscita del capillare il liquido della soluzione viene trasformato in aerosol dal gas.
Essi sono generalmente in vetro o quarzo e garantiscono un'ottima precisione; è possibile però l'intasamento del capillare in caso di aspirazioni di soluzioni molto saline. Sono i nebulizzatori più usati in ICP-MS insieme a quelli a flusso incrociato.

### Nebulizzatori a flusso incrociato
I nebulizzatori a flusso incrociato, generalmente costruiti in PTFE, funzionano in modo analogo ai nebulizzatori concentrici, ma il capillare del campione e quello del gas ad alta pressione sono ad angolo retto fra di loro. Poiché il diametro del capillare è maggiore, sono meno soggetti a intasamento e sono quindi più adatti all'analisi di soluzioni saline (anche se non ottimali). Normalmente la precisione a lungo termine di questi nebulizzatori è inferiore rispetto a quella dei nebulizzatori concentrici, in quanto le loro prestazioni dipendono fortemente dalla posizione dei capillari.. Sono i nebulizzatori più usati in ICP-MS insieme a quelli a tubi concentrici.

### Nebulizzatori microconcentrici
I nebulizzatori microconcentrici o a microflusso sono nebulizzatori concentrici che operano a flussi di campione molto minori rispetto ai nebulizzatori pneumatici convenzionali (meno di 0,1 mL min−1 contro circa 1 mL min−1) e a pressioni di gas maggiori (20-175 psig contro 20-60 psig). Generalmente sono fabbricati in materiale polimerico come PTFE, PFA o PVDF, di conseguenza garantiscono dei limiti di rivelabilità molto bassi a causa dei bassi livelli dei bianchi. Inoltre il basso consumo di campione li rende adatti per applicazioni in cui il volume di campione è limitato o in cui c'è un alto effetto memoria.

### DIN (Direct Injection Nebulizer)
I DIN (Direct Injection Nebulizer, letteralmente "nebulizzatori a iniezione diretta") iniettano l'aerosol direttamente nel plasma, senza farlo passare attraverso una camera di nebulizzazione. Questo comporta un miglioramento della sensibilità e una riduzione del volume morto (utile per accoppiamenti con HPLC) e degli effetti memoria, ma anche difficoltà di assemblaggio e una tolleranza limitata a matrici con alto contenuto di solidi disciolti..

### Nebulizzatori a disco forato
Nei nebulizzatori a disco forato, inventati nel 1977, il gas ad alta pressione passa attraverso una superficie forata sulla quale viene pompata la soluzione di campione. L'aerosol risultante è più fine rispetto a quello che fuoriesce dai nebulizzatori a tubi concentrici o a flusso trasversale, e si ha quindi un'efficienza che può superare il 60%. Questi nebulizzatori sono adatti per i solventi organici (e per accoppiamenti HPLC-ICP-AES) ma lavorano solamente a bassi flussi di aspirazione del campione (inferiori a 30 µl min−1).

### Nebulizzatori di Babington
Nei nebulizzatori di Babington il gas ad alta pressione fluisce in una sfera cava, sulla quale la soluzione di campione forma una pellicola e viene nebulizzato attraverso un piccolo orifizio laterale sulla superficie della sfera. Questo nebulizzatore è adatto per soluzioni più ricche di sali o di particelle perché tende a intasarsi meno rispetto agli altri.
Particolari tipi di nebulizzatori di Babington sono il "V-groove" e il "cone-spray".

### Nebulizzatori "Parallel Path"

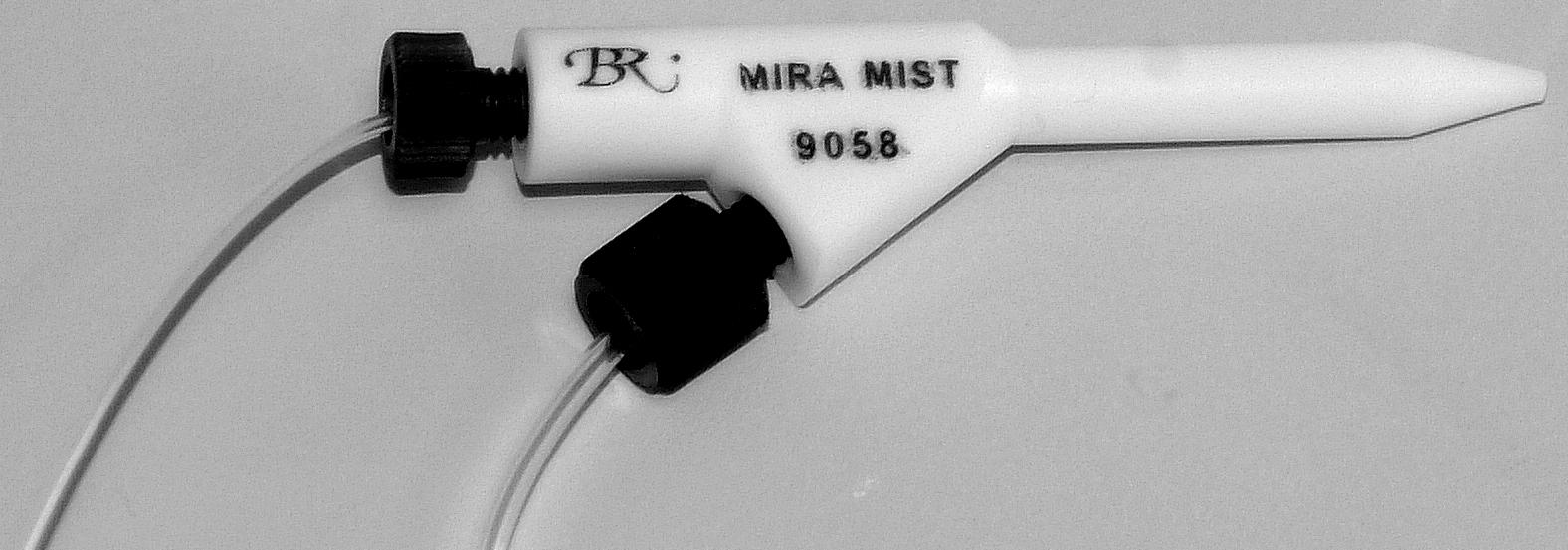
Un nebulizzatore con design "Parallel Path"

I nebulizzatori "Parallel path" (letteralmente "percorso parallelo") sono un ibrido tra i nebulizzatori a flusso incrociato e quelli Babington. Fabbricati in Teflon, sono meno soggetti ad intasamento rispetto ai nebulizzatori concentrici.

### Altri nebulizzatori
Esistono altri tipi di nebulizzatori pneumatici, tutti però con applicazioni limitate: nebulizzatore a griglie o di Hildebrand (HGN, Hildebrand Grid Nebulizer), oscillating capillary, single bore, HEN e DIHEN (direct injection high-efficiency nebulizer).

## Prestazioni
Il flusso di gas nebulizzatore generalmente è di circa 10 l min−1 nell'assorbimento atomico e di circa 0,6-1,2 l min−1 in ICP-AES e ICP-MS; il flusso di aspirazione del campione generalmente è di circa 0,5–1,5 ml min−1 per i nebulizzatori convenzionali, e di circa 20-150 µl min−1 per quelli a microflusso.